# Юніорська збірна США з хокею із шайбою
Юніорська збірна США з хокею із шайбою (англ. USA Hockey National Team Development Program) — національна юніорська команда США, що представляє країну на міжнародних змаганнях з хокею із шайбою. Опікується командою Національна асоціація студентського спорту та NAHL, команда постійно бере участь у чемпіонаті світу з хокею із шайбою серед юніорських команд.

## Досягнення
- Чемпіони світу (8) — 2002, 2005, 2006, 2009, 2010, 2011, 2012, 2023.
- Меморіал Івана Глінки (2) — 2003, 2025.

## Результати

### Чемпіонати світу з хокею із шайбою серед юніорських команд
- 1999 — 7 місце
- 2000 — 8 місце
- 2001 — 6 місце
- 2002 —  1 місце
- 2003 — 4 місце
- 2004 —  2 місце
- 2005 —  1 місце
- 2006 —  1 місце
- 2007 —  2 місце
- 2008 —  3 місце
- 2009 —  1 місце
- 2010 —  1 місце
- 2011 —  1 місце
- 2012 —  1 місце
- 2013 —  2 місце
- 2014 —  1 місце
- 2015 —  1 місце
- 2016 —  2 місце
- 2017 —  1 місце
- 2018 —  2 місце
- 2019 —  3 місце
- 2021 — 5 місце
- 2022 —  2 місце
- 2023 —  1 місце
- 2024 —  2 місце
- 2025 —  3 місце